# أنطونيو جيمس مانشين
أنطونيو جيمس مانشين (7 إبريل 1927 - 3 نوفمبر 2003) كان سياسياً ديمقراطياً من ولاية فرجينيا الغربية، عمِل عضوًا في مجلس النواب (1948–1950؛ 1998–2003)، ووزيرًا للخارجية (1977–1985). كان شخصية مثيرة للجدل، وكان عم الحاكم السابق لولاية فرجينيا الغربية والحالي في مجلس الشيوخ الأمريكي، جو مانشين.
كان مانشين متزوجًا من ستيلا ماتشيل بتروس وكان لديه ثلاثة أطفال. أحد أبنائه، مارك، هو مشرف المدارس في مقاطعة هاريسون بولاية فرجينيا الغربية. وكان جيمس مانشين، عضوًا في الكنيسة الكاثوليكية.

## النشأة
ولد مانشين في فارمينجتون، ولاية فرجينيا الغربية، لكاثلين وجوزيف مانشين الأول. كان والديه من أصل إيطالي. تلقى تعليمه في مدارس مقاطعة ماريون واُنتخب لمجلس نواب ولاية فرجينيا الغربية في عام 1948 عندما كان عمره 21 عامًا، ولكن هُزم في إعادة انتخابه عام 1950.
في عام 1951، حصل مانشين على درجة البكالوريوس في العلوم السياسية والسوسيولوجيا من جامعة ولاية فرجينيا الغربية. في عام 1953، حصل على شهادة التدريس من كلية فيرمونت الحكومية. قضى معظم فترة الخمسينات من القرن الماضي كمعلم في المدرسة الثانوية ومدرب للمصارعة. في عام 1962، حصل على درجة الماجستير في التربية من جامعة ولاية فرجينيا الغربية.

## مساره المهني
في عام 1961، عيّنه الرئيس جون إف كينيدي مديرًا لإدارة المزارعين في الولاية، وفي عام 1970 عُيين مساعدًا خاصًا للمسؤول الوطني لإدارة المزارعين.
في عام 1972، تَرشح لمنصب أمين ولاية فرجينيا الغربية عندما اعتزل المسؤول جاي روكفلر للترشح لمنصب الحاكم. في الانتخابات التمهيدية الديمقراطية التي شهدت مشاركة سبعة مرشحين، احتل المركز الثاني بنسبة 18% من الأصوات، وكان توماس وينر هو الفائز بنسبة 20% من الأصوات. بعد الانتخابات، عينه حاكم الولاية، أرتش إيه مور الابن، في عام 1973 لتوجيه برنامج العمل البيئي لإعادة التأهيل (REAP)، بذل جهد وأنقذ الولاية من أكثر من 100,000 سيارة مهملة بالإضافة إلى العديد من الأجهزة المنزلية. كان يزور المدارس ويطلب من الطلاب المساعدة من خلال الانضمام إلى "فرق برنامج REAP" الخاص به.
في عام 1976، قرر مانشين الترشح مرة أخرى لمنصب أمين ولاية فرجينيا الغربية وفاز على الحاكم الجمهوري آنذاك جيمس آر مكارتني بنسبة 55% مقابل 45%. في عام 1980، نجح بإعادة انتخابه بنسبة 71% من الأصوات.
في عام 1984، اُنتخب كخازن للدولة، حيث أطلق برنامج تيدي الذي جلب 28,000 وظيفة جديدة إلى ولاية فرجينيا الغربية. تمت محاكمته بتاريخ 30 مارس 1989، من قبل مجلس نواب الولاية، وسط جدل حول استثمارات سيئة خسرت الولاية 279 مليون دولار خلال الفترة من إبريل إلى يونيو 1987. ألقت قرارات المحاكمة اللوم على مانشين بالإهمال في التفويض والإشراف على صندوق الاستثمار، واتخاذ استثمارات غير لائقة وتغطية الخسائر.
على الرغم من أنه أقسم في البداية بالبقاء في المنصب، إلا أن إدانته من قبل مجلس الشيوخ كانت ستعني فقدان استحقاقه للترشح مرة أخرى، وكان قد يكلفه معاشه التقاعدي. استقال قبل إكمال محاكمته أمام مجلس الشيوخ.